# Herbig-Ae/Be-stjärna
Herbig-Ae/Be-stjärnor är unga stjärnor av spektraltyp A och B som ännu inte har nått huvudserien. De är fortfarande inbäddade i gas och stoft och kan vara omringad av en cirkumstellär skiva. Spektrallinjer av väte- och kalcium observeras i dessa stjärnors spektrum. De har en massa på 2-8 solmassor och genomgår fortfarande ackretionsfasen av stjärnbildningsprocessen före huvudserien, vilket innebär att det ännu inte sker någon fusion av väte. I Hertzsprung-Russell-diagrammet finns dessa stjärnor till höger om huvudserien. De har fått sitt namn från den amerikanska astronomen George Herbig som först skilde dem från andra stjärnor år 1960.
De ursprungliga kriterierna för en Herbig-Ae/Be-stjärna enligt George Herbig var:
- Spektraltyp före F0 (för att utesluta T-Tauri-stjärnor)
- Balmerspektrallinjer i stjärnans spektrum (för att vara liknande T-Tauri-stjärnor)
- En position inom gränserna för ett mörkt interstellärt moln (för att välja verkligen unga stjärnor nära deras födelseplatser)
- Upplysning av en närliggande reflektionsnebulosa (för att garantera en fysisk länk med stjärnbildningsregionen)

Numera finns flera kända isolerade Herbig-Ae/Be-stjärnor som inte har ett samband med mörka moln eller nebulosor. Därför är de mest pålitliga kriterierna nu:
- Spektraltyp före F0
- Balmerspektrallinjer i stjärnans spektrum
- Ett överflöde av infraröd strålning jämfört med normala stjärnor på grund av det cirkumstellärt stoft som finns runt nya stjärnor

Herbig-Ae/Be-stjärnor uppvisar ibland nämnvärda variationer i ljusstyrka. Det anses bero på objekt (protoplaneter och planetesimaler i den cirkumstellära skivan. När ljusstyrkan är som lägst blir strålningen från stjärnan blåare och linjärt polariserad, vilket beror på att när klumparna stör det direkta stjärnljuset så står det spridda ljuset för en större andel. Det hela är samma sorts effekt som den blå färgen på vår himmel där solljuset sprids i atmosfären.
Analogt till Herbig-Ae/Be-stjärnor finns en motsvarighet med lägre massa (<2 solmassor) for spektraltyper F, G, K och M vilka kallas för T-Tauri-stjärnor. Tyngre stjärnor än 8 solmassor kan inte observeras i detta skede eftersom de utvecklas mycket snabbt. När tillräckligt mycket gas och stoft har skingrats för att de ska bli synliga har de redan påbörjat fusion av väte och är därmed huvudseriestjärnor.